# Centre Vapriikki
Le centre de musées Vapriikki (finnois : Museokeskus Vapriikki) est un centre accueillant des musées situé dans le quartier de Tampella à Tampere en Finlande.

## Description
Le centre de musées est installé dans un ancien atelier de l'usine de Tampella, dont les parties les plus anciennes ont été construites dans les années 1880. 
La moitié des quelque 14 000 mètres carrés de Vapriikki sont réservés aux expositions et aux espaces publics. 
Le reste des locaux est destiné à d'autres activités du Centre, telles que la recherche et les travaux archéologiques.
Le centre Vapriikki héberge le musée de la pierre, le musée des médias Rupriikki, le musée régional de Pirkanmaa, le musée de la poste, le musée du hockey, le musée du jeu et le musée d'histoire naturelle de Tampere,,.
Auparavant le centre Vapriikki a aussi hébergé le Musée d'art moderne de Tampere et le musée de la chaussure de Tampere (fi),.

## Expositions
Parmi les expositions du centre:
- Samaanit – Siperian luonnonkansojen salattu maailma (1998–1999)
- Pirkanmaa – Matka maakunnan historiaan (2001–2009)
- Metalli (2001–2011)
- Tuhannen kengän tarina (2003–2015)
- Samurai – tuhat vuotta kulttia ja kulttuuria (2004)
- Tiedon palatsi – aarteita Pietarista (2004)
- Ainut ja jumalten maailma (2004–2005)
- Orinoco – Amazonian intiaanikulttuureita Venezuelasta (2004–2005)
- Fabergén aika (2006)
- Jadeprinsessa (2007)
- Velomania! – Pyörällä halki aikojen (2007–2008)
- Dora Jung – Pellavan lumo (2007–2009)
- Tiibet (2008–2009)
- Innovaatiot (2008–2016)
- Tampere 1918 (2008–2017, uudistettuna 2018–)
- Sitting Bull – Intiaanipäällikkö Istuvan Härän maailma (2009)
- Aika leikkiä – lelulaatikon aarteita (2009–2016)
- Tammerkoski ja kosken kaupunki (2009–2019)
- Inrō – avain samuraiden aikaan (2010–2011)
- Karhun vuosi (2010–2011)
- Luokaamme uusi maailma! – Agitaatioposliinia Pietarin Eremitaasista (2011)
- Ladyn tyyli – muotokuvaaja Lady Ostapeckin Amerikan pukuja ja potretteja (2011–2012)
- Lennossa – Linnut Vapriikissa (2012–2013)
- Muumiot – matka kuoleman valtakuntaan (2012–2013)
- Terrakotta-armeija ja Kiinan keisarien aarteet (2013)
- Afroditen valtakunta – kauneus, rakkaus ja erotiikka antiikin maailmassa (2014)
- Revontuli – säkenöivää eleganssia Pohjolasta (2014–2015)
- Viestinviejät (2014–)
- Suomalaisten pyhiinvaellukset keskiajalla (2015)
- Jääkauden jättiläiset (2016)
- Hurriganes (2016–2017)
- Nukkekekkerit (2016–2019)
- Kielletty kaupunki – elämää Kiinan keisarien hovissa (2017)
- Kadonneet kaunottaret – Tampereen rakennushistoriaa (2017–2018)
- Birckala 1017 (2017–2019)
- Marilyn – nainen roolien takana (2018)
- Dracula – vampyyrit Vapriikissa (2019)
- Ostia, portti Roomaan (2019–)
- Teatterikaupunki (2019–)
- Finlayson 200 – tehtaasta brändiksi (2020–)

## Galerie

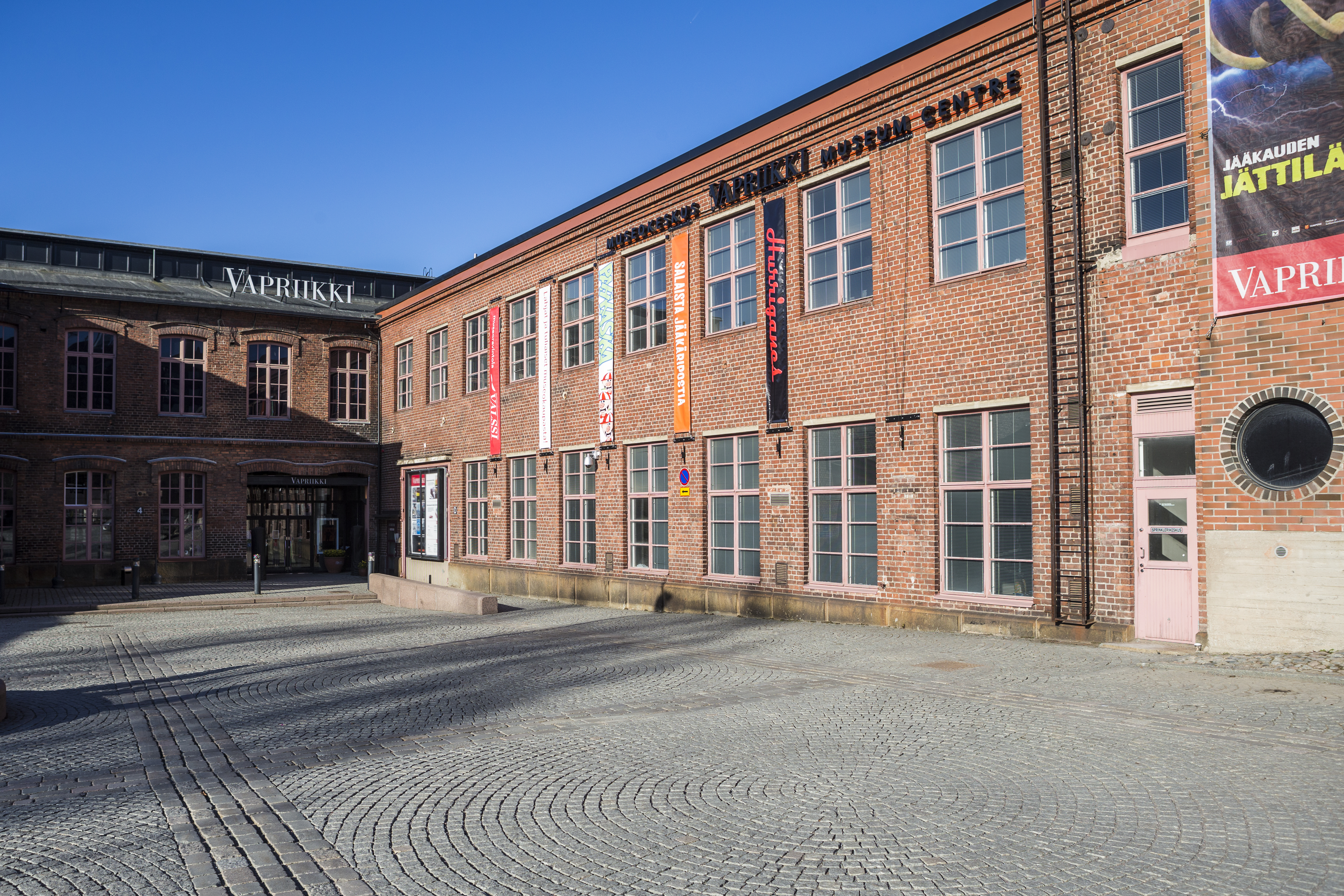
Le bâtiment du centre Vapriikki.
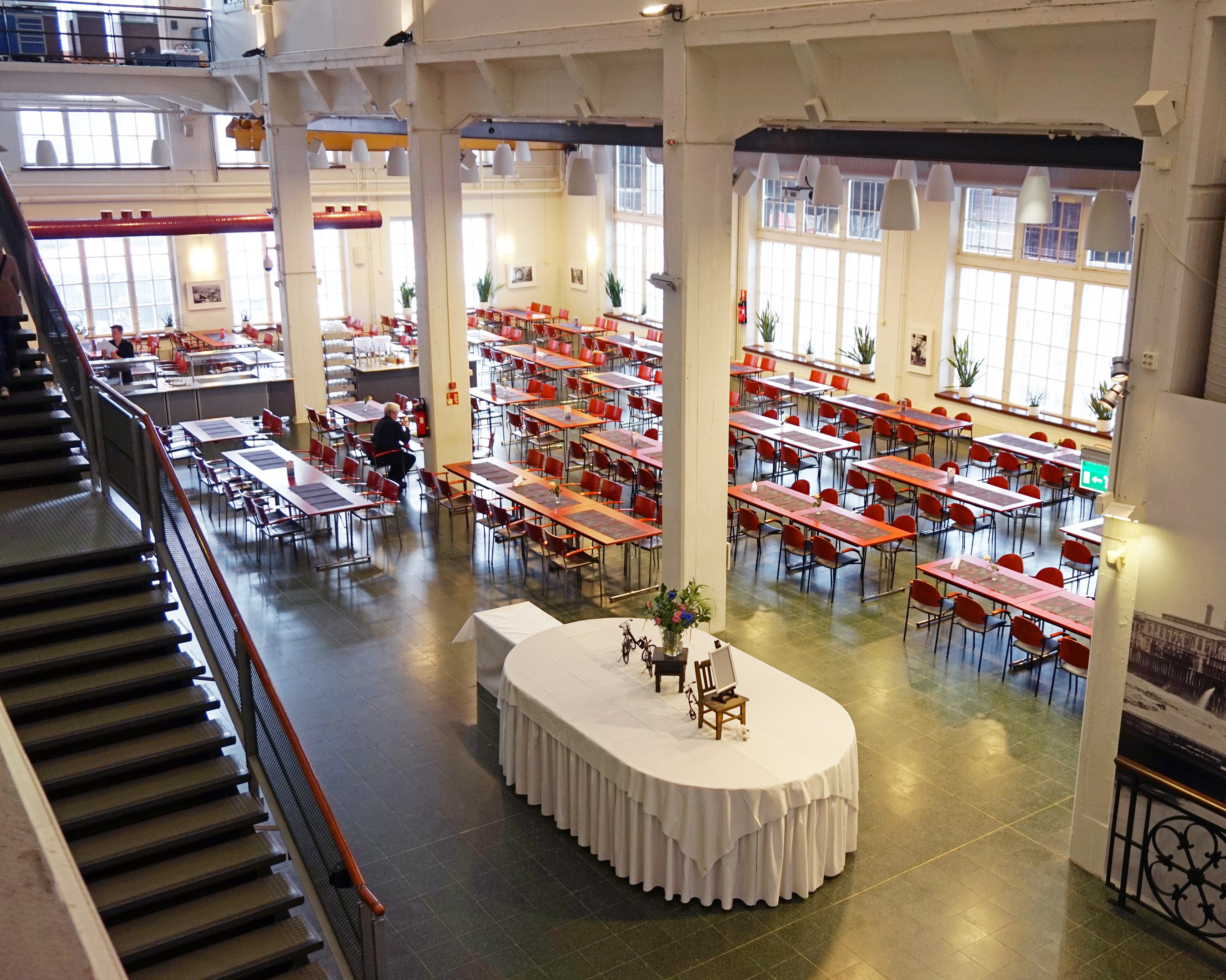
Le restaurant Valssi.
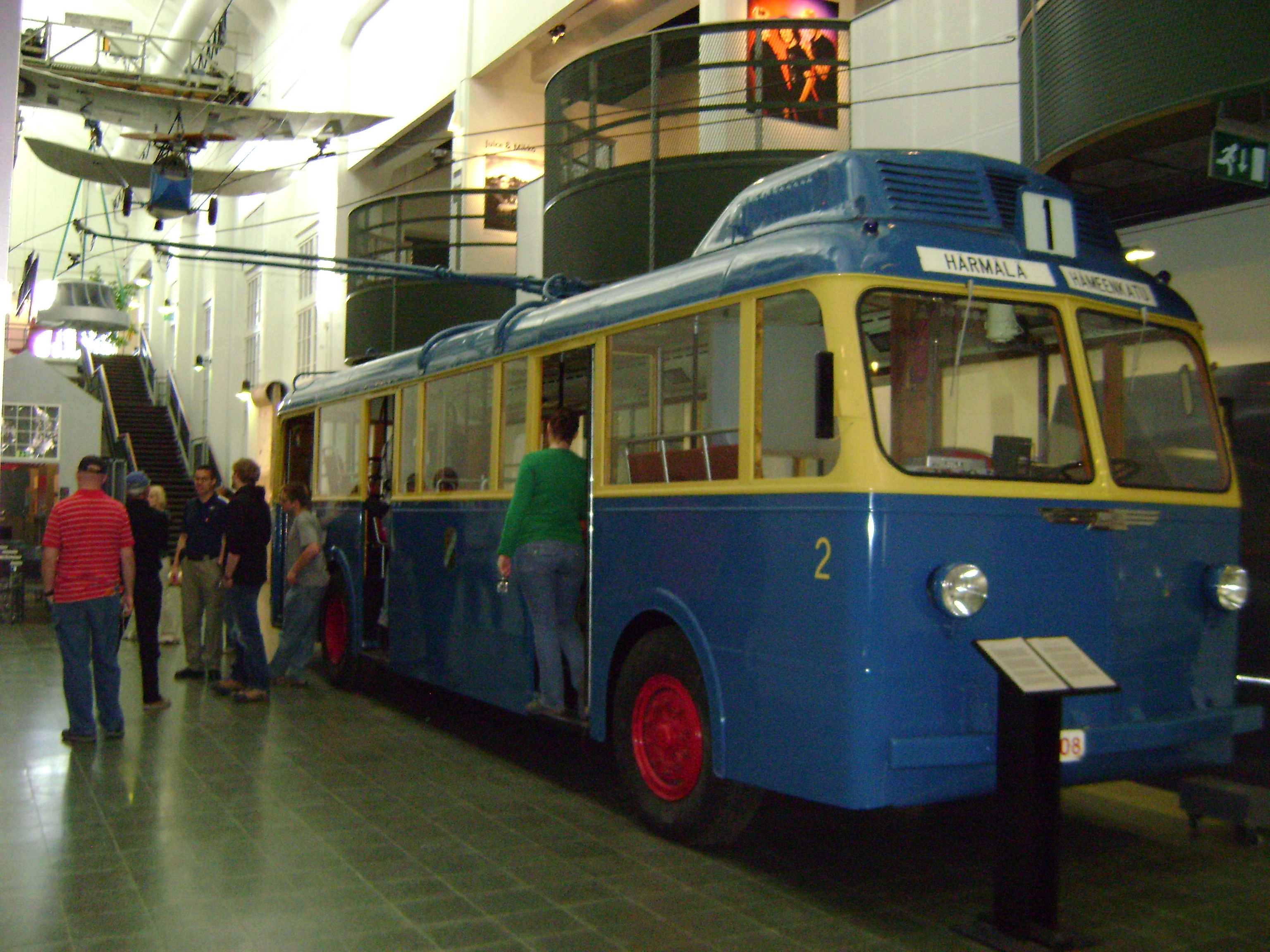
Trolleybus.